# Нойштеттен
Нойштеттен (нем. Neustetten) — община в Германии, в земле Баден-Вюртемберг.
Подчиняется административному округу Тюбинген. Входит в состав района Тюбинген. Население составляет 3476 человек (на 31 декабря 2009 года). Занимает площадь 15,88 км².
Коммуна подразделяется на 3 сельских округа.

## История
Коммуна берёт своё название от исчезнувшего поселения под названием нем. Stetten в области Вульфенхаузен. Название означает новый штеттен.
Нойштеттен был образован 1 декабря 1971 года, согласно реформе, в результате слияния трёх коммун:
- Неллингсхэйм (нем. Nellingsheim),
- Реммингсхейм (нем. Remmingsheim),
- Вульфенхаузен (нем. Wolfenhausen).

## Население
| Год  | Численность |
| ---- | ----------- |
| 2010 | 3478        |

| Год  | Численность | Численность |
| ---- | ----------- | ----------- |
| 1975 | 1635        | [ 5 ]       |
| 2014 | 3404        | [ 1 ]       |
| 2017 | 3627        | [ 2 ]       |
| 2019 | 3688        | [ 6 ]       |
| 2021 | 3758        | [ 7 ]       |
| 2022 | 3853        | [ 8 ]       |
| 2023 | 3932        | [ 3 ]       |